# Valfroicourt
Valfroicourt est une commune française située dans le département des Vosges en région Grand Est.
Ses habitants sont appelés les Valféricurtiens.

## Géographie

### Localisation
| Remoncourt | Rozerotte                | Rancourt             |
|            | Valfroicourt             | Bainville-aux-Saules |
| Esley      | Sans-Vallois Les Vallois | Frénois              |

La commune est à 3,6 km de Frénois, 7,1 de Golvcourt-et-Adompt et 7,8 de Valleroy-le-Sec.

### Sismicité
Commune située dans une zone 2 de sismicité faible.

### Hydrographie et les eaux souterraines
Hydrogéologie et climatologie : Système d’information pour la gestion des eaux souterraines du bassin Rhin-Meuse :
Territoire communal : Occupation du sol (Corinne Land Cover); Cours d'eau (BD Carthage),
Géologie : Carte géologique; Coupes géologiques et techniques,
 Hydrogéologie : Masses d'eau souterraine; BD Lisa; Cartes piézométriques.

#### Réseau hydrographique
La commune est située dans le bassin versant du Rhin au sein du bassin Rhin-Meuse. Elle est drainée par le ruisseau l'Eau de la Ville, le ruisseau d'Esley et le ruisseau de Braumont,. Sur le ruisseau d'Esley, se trouvait un moulin, au niveau de l'actuel lieu-dit le bas du moulin, mentionné sur les cartes d'état-major 1820-1866 et sur la carte de Cassini (voir Géoportail), exploité par la famille Kislig, une famille de meuniers mennonite, de 1830 à 1930 environ.
Le ruisseau l'Eau de la Ville, d'une longueur totale de 12,1 km, prend sa source dans la commune de Haréville et se jette dans le Madon à Bainville-aux-Saules, après avoir traversé cinq communes.

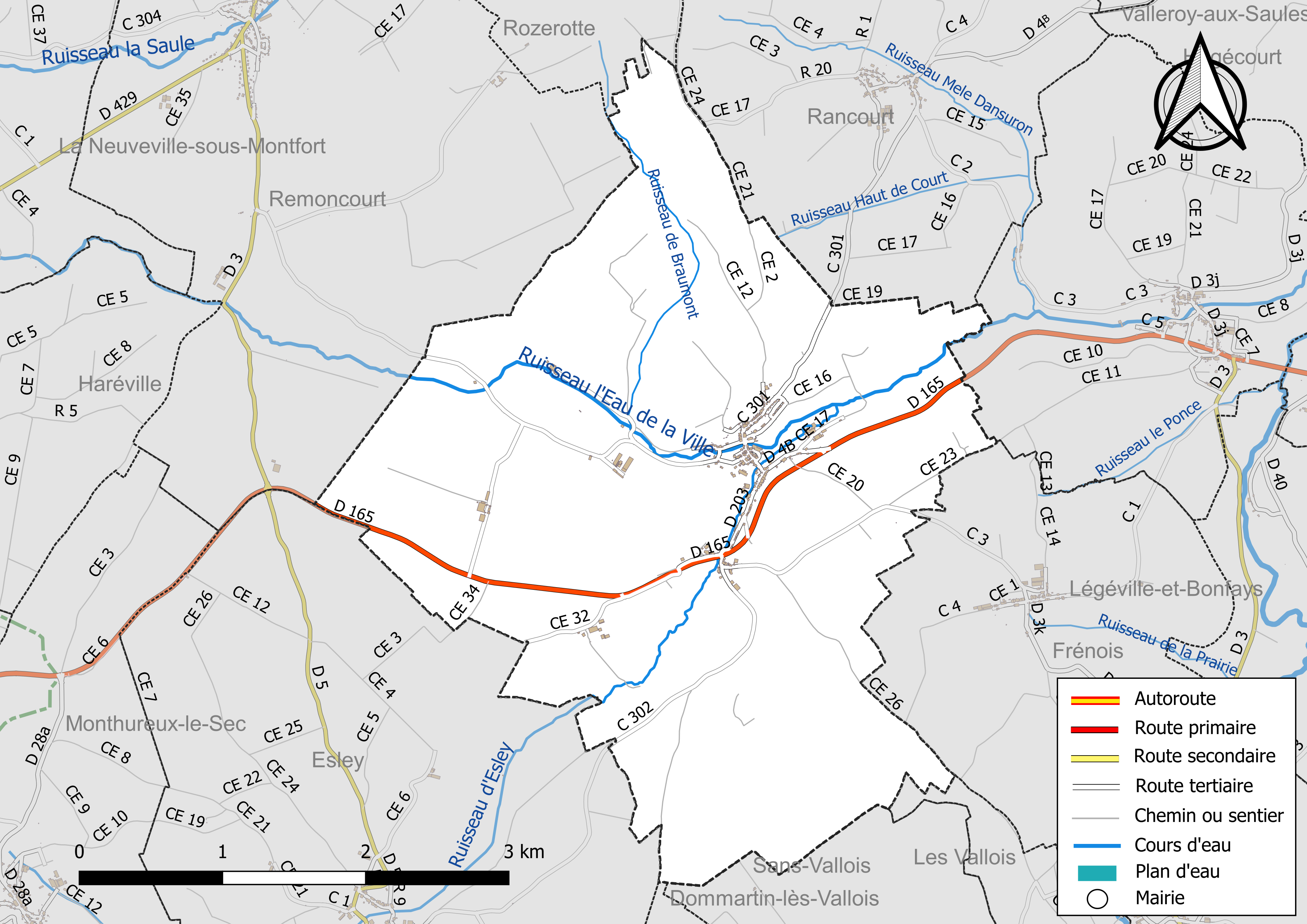
Réseaux hydrographique et routier de Valfroicourt.

#### Gestion et qualité des eaux
Le territoire communal est couvert par le schéma d'aménagement et de gestion des eaux (SAGE) « Nappe des Grès du Trias Inférieur ». Ce document de planification, dont le territoire comprend le périmètre de la zone de répartition des eaux de la nappe des Grès du trias inférieur (GTI), d'une superficie de 1 497 km2, est en cours d'élaboration. L’objectif poursuivi est de stabiliser les niveaux piézométriques de la nappe des GTI et atteindre l'équilibre entre les prélèvements et la capacité de recharge de la nappe. Il doit être cohérent avec les objectifs de qualité définis dans les SDAGE Rhin-Meuse et Rhône-Méditerranée. La structure porteuse de l'élaboration et de la mise en œuvre est le conseil départemental des Vosges.
La qualité des cours d’eau peut être consultée sur un site dédié géré par les agences de l’eau et l’Agence française pour la biodiversité.

### Climat
Pour des articles plus généraux, voir Climat du Grand Est et Climat des Vosges.
En 2010, le climat de la commune est de type climat des marges montargnardes, selon une étude du Centre national de la recherche scientifique s'appuyant sur une série de données couvrant la période 1971-2000. En 2020, Météo-France publie une typologie des climats de la France métropolitaine dans laquelle la commune est dans une zone de transition entre le climat océanique altéré et le climat océanique altéré et est dans la région climatique  Lorraine, plateau de Langres, Morvan, caractérisée par un hiver rude (1,5 °C), des vents modérés et des brouillards fréquents en automne et hiver.
Pour la période 1971-2000, la température annuelle moyenne est de 9,6 °C, avec une amplitude thermique annuelle de 17 °C. Le cumul annuel moyen de précipitations est de 910 mm, avec 12,8 jours de précipitations en janvier et 9,7 jours en juillet. Pour la période 1991-2020, la température moyenne annuelle observée sur la station météorologique de Météo-France la plus proche, « Lignéville », sur la commune de Lignéville à 11 km à vol d'oiseau, est de 10,3 °C et le cumul annuel moyen de précipitations est de 856,3 mm. 
La température maximale relevée sur cette station est de 38,7 °C, atteinte le 25 juillet 2019 ; la température minimale est de −17,5 °C, atteinte le 20 décembre 2009,,.
Les paramètres climatiques de la commune ont été estimés pour le milieu du siècle (2041-2070) selon différents scénarios d'émission de gaz à effet de serre à partir des nouvelles projections climatiques de référence DRIAS-2020. Ils sont consultables sur un site dédié publié par Météo-France en novembre 2022.

## Urbanisme

### Typologie
Au 1er janvier 2024, Valfroicourt est catégorisée commune rurale à habitat dispersé, selon la nouvelle grille communale de densité à sept niveaux définie par l'Insee en 2022.
Elle est située hors unité urbaine. Par ailleurs la commune fait partie de l'aire d'attraction de Vittel - Contrexéville, dont elle est une commune de la couronne,. Cette aire, qui regroupe 72 communes, est catégorisée dans les aires de moins de 50 000 habitants,.

### Occupation des sols
L'occupation des sols de la commune, telle qu'elle ressort de la base de données européenne d’occupation biophysique des sols Corine Land Cover (CLC), est marquée par l'importance des territoires agricoles (77,3 % en 2018), une proportion sensiblement équivalente à celle de 1990 (77,8 %). La répartition détaillée en 2018 est la suivante : 
terres arables (54,4 %), prairies (22,4 %), forêts (19 %), zones urbanisées (3,7 %), cultures permanentes (0,4 %), zones agricoles hétérogènes (0,1 %). L'évolution de l’occupation des sols de la commune et de ses infrastructures peut être observée sur les différentes représentations cartographiques du territoire : la carte de Cassini (XVIIIe siècle), la carte d'état-major (1820-1866) et les cartes ou photos aériennes de l'IGN pour la période actuelle (1950 à aujourd'hui).

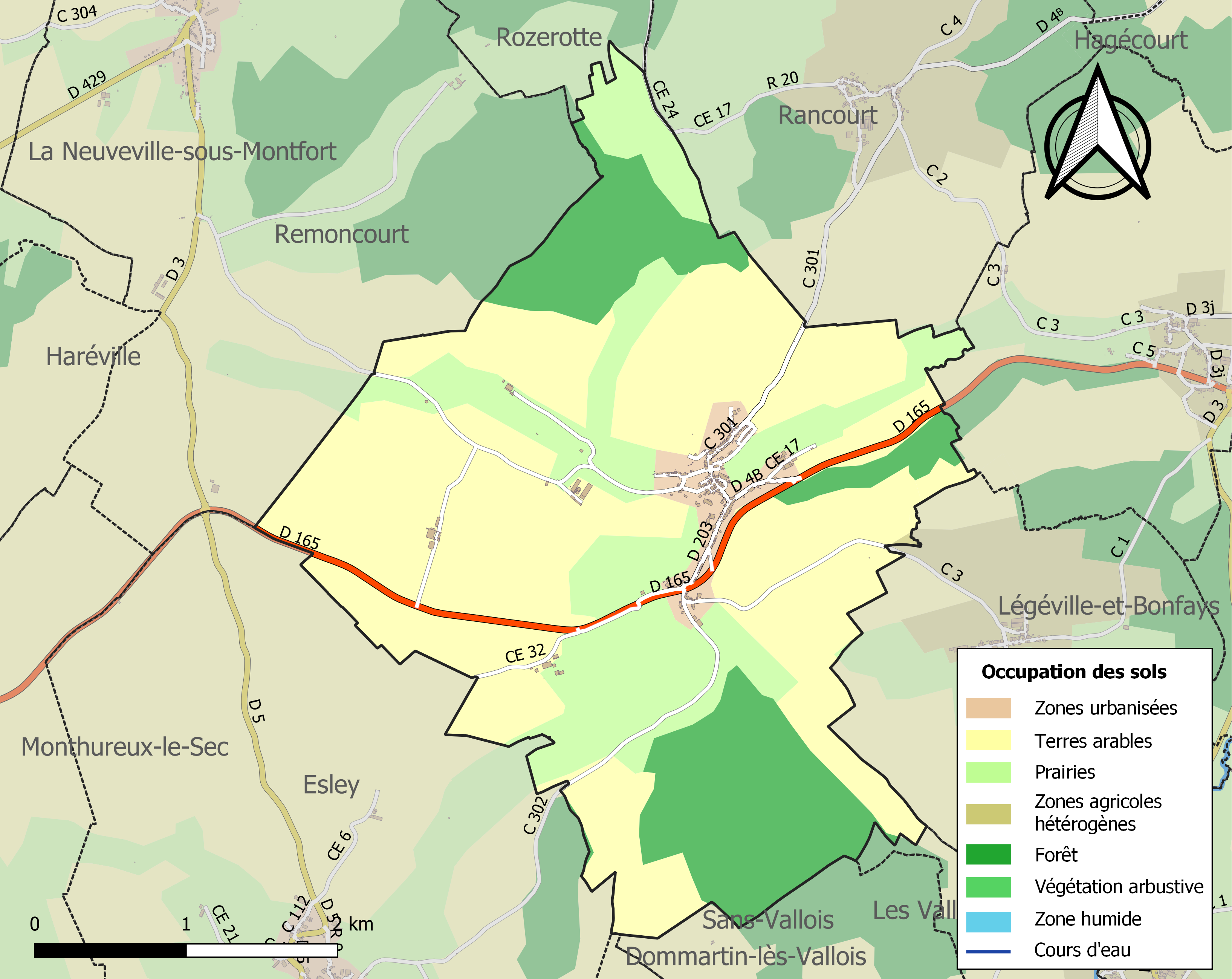
Carte des infrastructures et de l'occupation des sols de la commune en 2018 (CLC).

### Voies de communications et transports

#### Voies routières
- Autoroute A31 : Échangeurs Bulgnéville, Châtenois.

#### Transports en commun

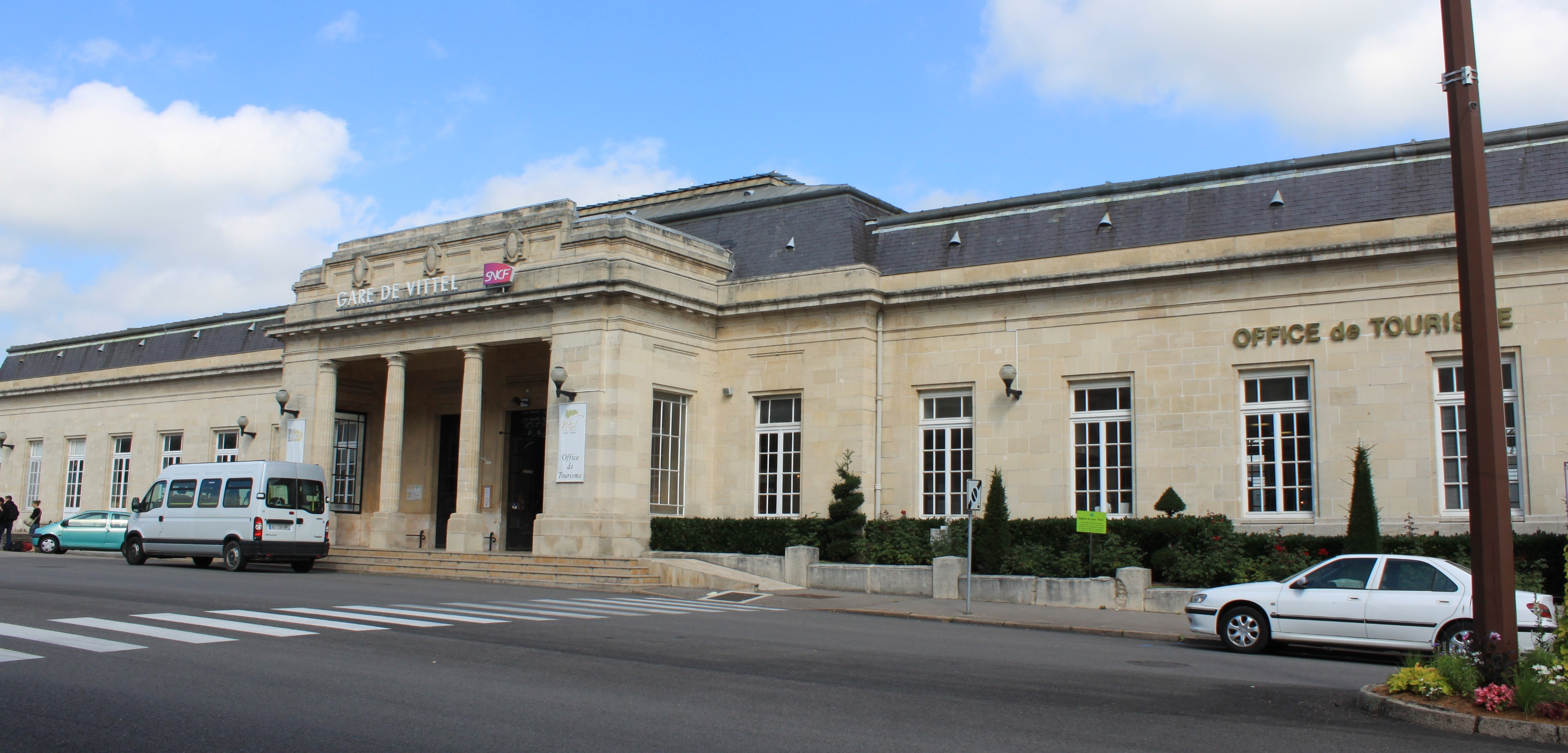
Gare de Vittel.

- Fluo Grand Est.

#### Lignes SNCF
- Gare de Contrexéville
- Gare de Vittel
- Gare de Thaon

## Toponymie
Le nom de la localité est attesté sous les formes Walefridocurt, de Walfridicurte (Xe siècle) ; Walefroicort (1189) ; Walefroicourt (1193) ; A. de Walfridicurte [le ms. porte Wallifridicurte], F. de Walefridourte, J. de Walfraicort (XIe ou XIIe siècle) ; Walefraicort (1202) ; Wallefroicort (1243) ; Walfroicort (1261) ; Wallefroicours (1295) ; Wallefroicourt (1303) ; Wallefricours (1309) ; Waullefroicourt (1329) ; Vallefroycourt (1360) ; Wallefroicour (1371) ; Valeffroicors (XIVe siècle) ; Wailfroicourt (XIVe siècle) ; De Vallefroicuria (1402) ; Walfraicourt, Vaulfrecourt (1435) ; Vallefroicourt (1491) ; Walfroicourt (1511) ; Waillefrocourt, Wallefrocourt (1533) ; Valfroicourt (1594) ; Vallefroicourt (1628) ; Valfrocour (1656) ; Vulferei curtis (1768).

D'un nom de personne germanique Waldfrid + cortem. Walefridocurt et Walfridicurte (Xe siècle).
Valfroicourt est un toponyme ayant un rapport avec « le froid ». La Société philomatique vosgienne verrait dans ce nom un « val, froid et court ».

## Histoire
Le toponyme de Valfroicourt (Walefridocurt) est attesté au moins au Xe siècle. Valfroicourt
appartenait au bailliage de Darney. Le chancelier du chapitre de Remiremont exerçait à Valfroicourt, concurremment avec le prévôt ducal, les droits de haute, moyenne et basse justice. La prévôté ducale de Valfroicourt comprenait cinq villages qui composaient deux mairies : d’une part, Valfroicourt et Frenois, d’autre part Bainville, Pont et Rancourt.
En 1656, le village se nomme Walfrocour.
L’église, sous le vocable de l’Assomption, était du diocèse de Saint-Dié, doyenné d’Escles : elle date de 1757. La cure était à la collation du chapitre de Remiremont et au concours. La mairie et l’école des garçons ont été construites en 1680 ; l’école de filles le fut en 1848.
En 1790, Valfroicourt fut désigné pour chef-lieu du quatrième canton du district de Mirecourt ; ce canton a subsisté jusqu’au 19 vendémiaire an V.
Le 26 avril 1792, Joseph Hugo, né à Mirecourt le 15 janvier 1747, épouse Ursule Delpierre à Valfroicourt. Le 4 septembre de cette année, il a été élu député à la Convention nationale. Mais il tombe malade assez rapidement pour ne jamais y présider. Il faudra que son suppléant Jean-Claude Cherrier, attende le 18 octobre 1793 pour pouvoir le remplacer à la Convention. Plus tard, il devient juge au tribunal civil des Vosges, puis président du tribunal criminel à partir du 24 germinal an VI (13 avril 1798). En 1800, il entre comme juge au tribunal d'appel de Nancy. Il se rallie au régime napoléonien. Il termine sa vie à Valfroicourt le 15 septembre 1825. Joseph Hugo a été un des fondateurs de la loge maçonnique en 1768 au titre distinctif de Saint-Jean le Parfait Désintéressement.

## Politique et administration
| Période                                  | Période  | Identité     | Étiquette | Qualité                      |
| ---------------------------------------- | -------- | ------------ | --------- | ---------------------------- |
| Les données manquantes sont à compléter. |          |              |           |                              |
| mars 1989                                | 2020     | Marcel Lœgel |           |                              |
| 2020                                     | En cours | Éliane Deloy | DVD       | Directrice d'école retraitée |

### Budget et fiscalité 2022

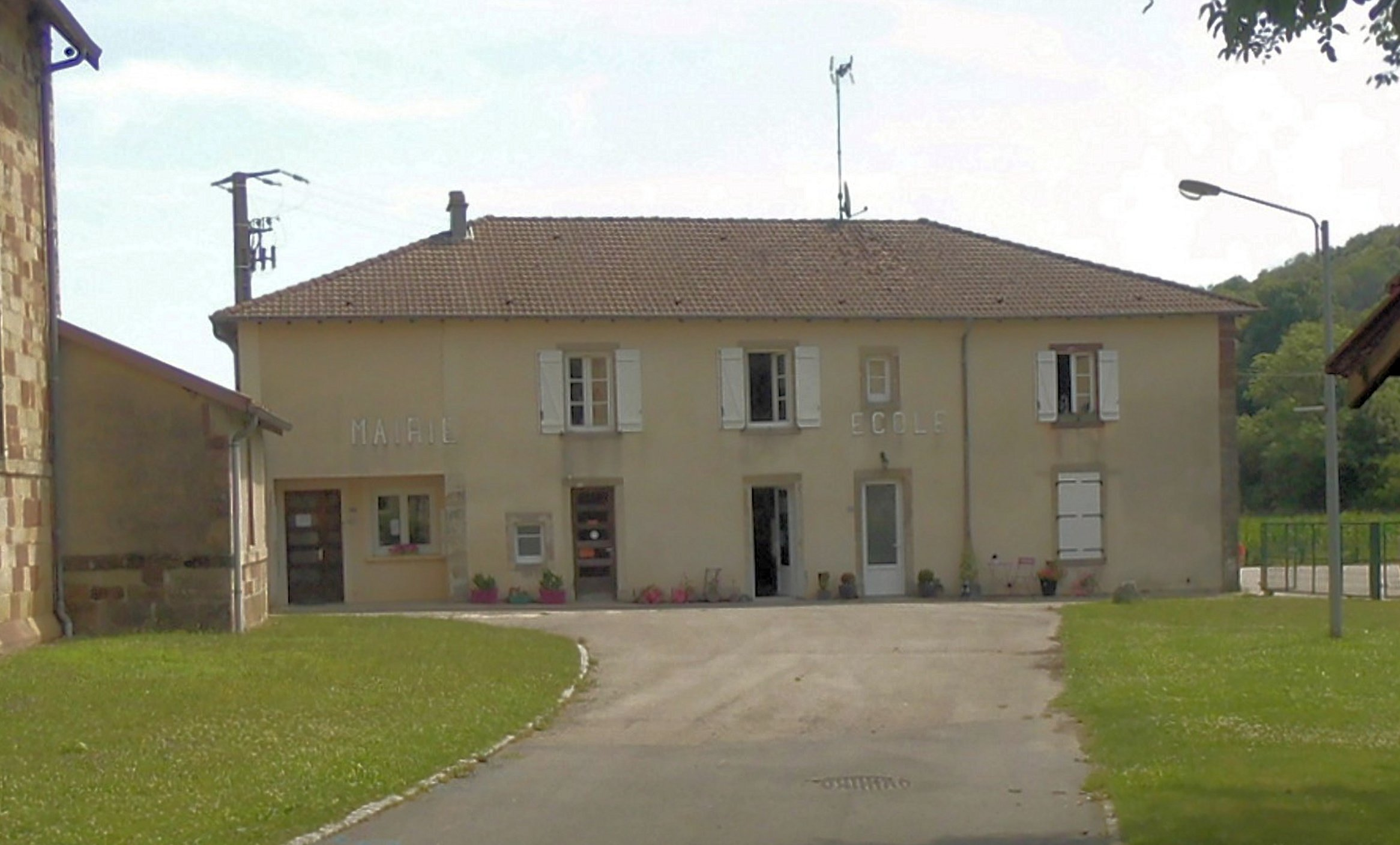
La mairie-école.

En 2022, le budget de la commune était constitué ainsi :
- total des produits de fonctionnement : 184 000 €, soit 766 € par habitant ;
- total des charges de fonctionnement : 208 000 €, soit 865 € par habitant ;
- total des ressources d'investissement : 57 000 €, soit 238 € par habitant ;
- total des emplois d'investissement : 63 000 €, soit 264 € par habitant ;
- endettement : 0 €, soit 2 € par habitant.

Avec les taux de fiscalité suivants :
- taxe d'habitation : 22,73 % ;
- taxe foncière sur les propriétés bâties : 43,94 % ;
- taxe foncière sur les propriétés non bâties : 30,15 % ;
- taxe additionnelle à la taxe foncière sur les propriétés non bâties : 38,75 % ;
- cotisation foncière des entreprises : 15,89 %.

Chiffres clés Revenus et pauvreté des ménages en 2021 : médiane en 2021 du revenu disponible, par unité de consommation : 22 180 €.

## Population et société

### Démographie

#### Évolution démographique
L'évolution du nombre d'habitants est connue à travers les recensements de la population effectués dans la commune depuis 1793. Pour les communes de moins de 10 000 habitants, une enquête de recensement portant sur toute la population est réalisée tous les cinq ans, les populations de référence des années intermédiaires étant quant à elles estimées par interpolation ou extrapolation. Pour la commune, le premier recensement exhaustif entrant dans le cadre du nouveau dispositif a été réalisé en 2008.

En 2022, la commune comptait 229 habitants, en évolution de −6,15 % par rapport à 2016 (Vosges : −2,96 %, France hors Mayotte : +2,11 %).
| 1793 | 1800 | 1806 | 1821 | 1831 | 1836 | 1841 | 1846 | 1856 |
| ---- | ---- | ---- | ---- | ---- | ---- | ---- | ---- | ---- |
| 571  | 669  | 681  | 729  | 803  | 810  | 821  | 828  | 795  |

| 1861 | 1866 | 1876 | 1881 | 1886 | 1891 | 1896 | 1901 | 1906 |
| ---- | ---- | ---- | ---- | ---- | ---- | ---- | ---- | ---- |
| 811  | 823  | 782  | 702  | 726  | 656  | 624  | 594  | 577  |

| 1911 | 1921 | 1926 | 1931 | 1936 | 1946 | 1954 | 1962 | 1968 |
| ---- | ---- | ---- | ---- | ---- | ---- | ---- | ---- | ---- |
| 502  | 401  | 405  | 378  | 345  | 327  | 316  | 300  | 278  |

| 1975 | 1982 | 1990 | 1999 | 2006 | 2008 | 2013 | 2018 | 2022 |
| ---- | ---- | ---- | ---- | ---- | ---- | ---- | ---- | ---- |
| 236  | 244  | 257  | 258  | 250  | 248  | 246  | 239  | 229  |

### Enseignement
Établissements d'enseignements :
- Écoles maternelles et primaires à Bainville-aux-Saules, Remoncourt, Les Vallois, Haréville, Lerrain, Begnécourt.
- Collèges à Dompaire, Vittel, Mirecourt, Contrexéville, Mandres-sur-Vair.
- Lycées à Mirecourt, Harol, Contrexéville, Mandres-sur-Vair.

### Santé
Professionnels et établissements de santé :
- Médecins à Remoncourt, Lerrain, Dompaire, Mattaincourt, Vittel, Mirecourt.
- Pharmacies à Remoncourt, Lerrain, Dompaire, Mattaincourt, Vittel, Mirecourt.
- Hôpitaux à Ville-sur-Illon, Mattaincourt, Vittel.

### Cultes
- Culte catholique, Paroisse Saint Basle de la Plaine[30], Diocèse de Saint-Dié.

## Économie

### Entreprises et commerces

#### Agriculture
- Culture et élevage associés.
- Élevage de vaches laitières.
- Élevage d'ovins et de caprins.
- Élevage d'autres animaux.

#### Tourisme
- Hébergements et restauration à Dombasle-devant-Darney, Mirecourt, Rouvres-en-Xaintoix, Contrexéville, Claudon.

#### Commerces
- Commerces et services de proximité.

## Culture locale et patrimoine

### Lieux et monuments

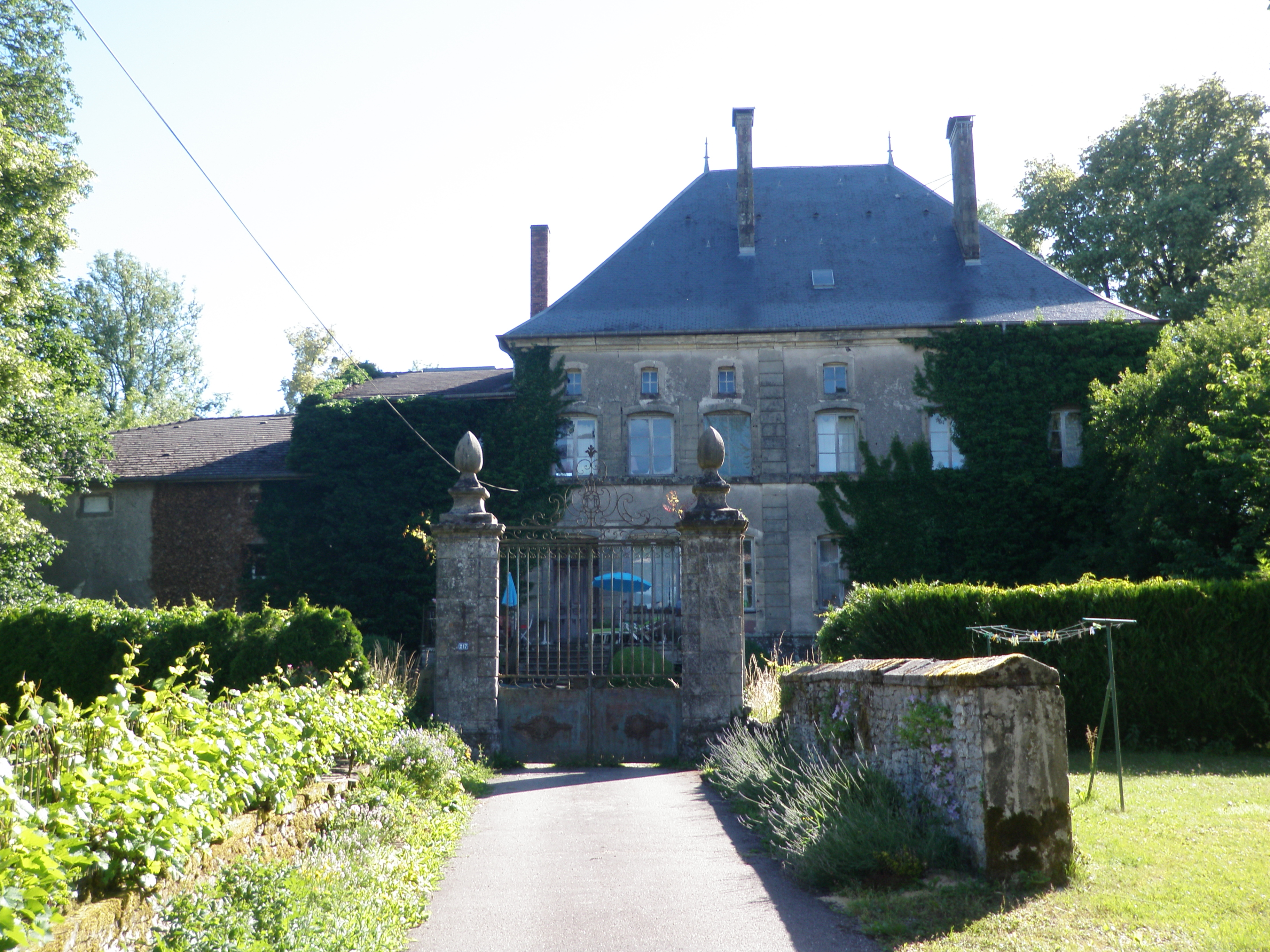
Château Maugiron.
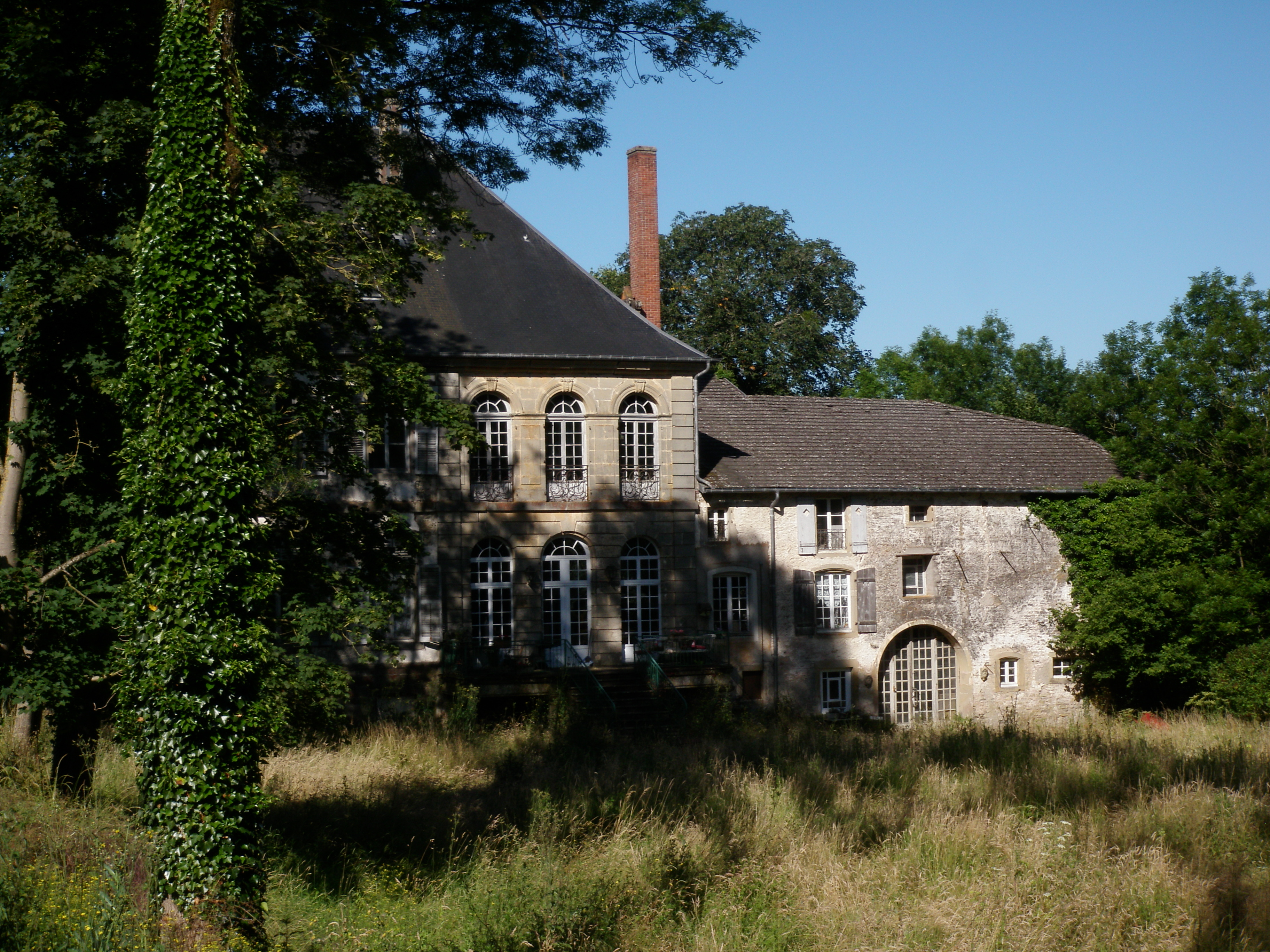
Château Maugiron, façade Est.
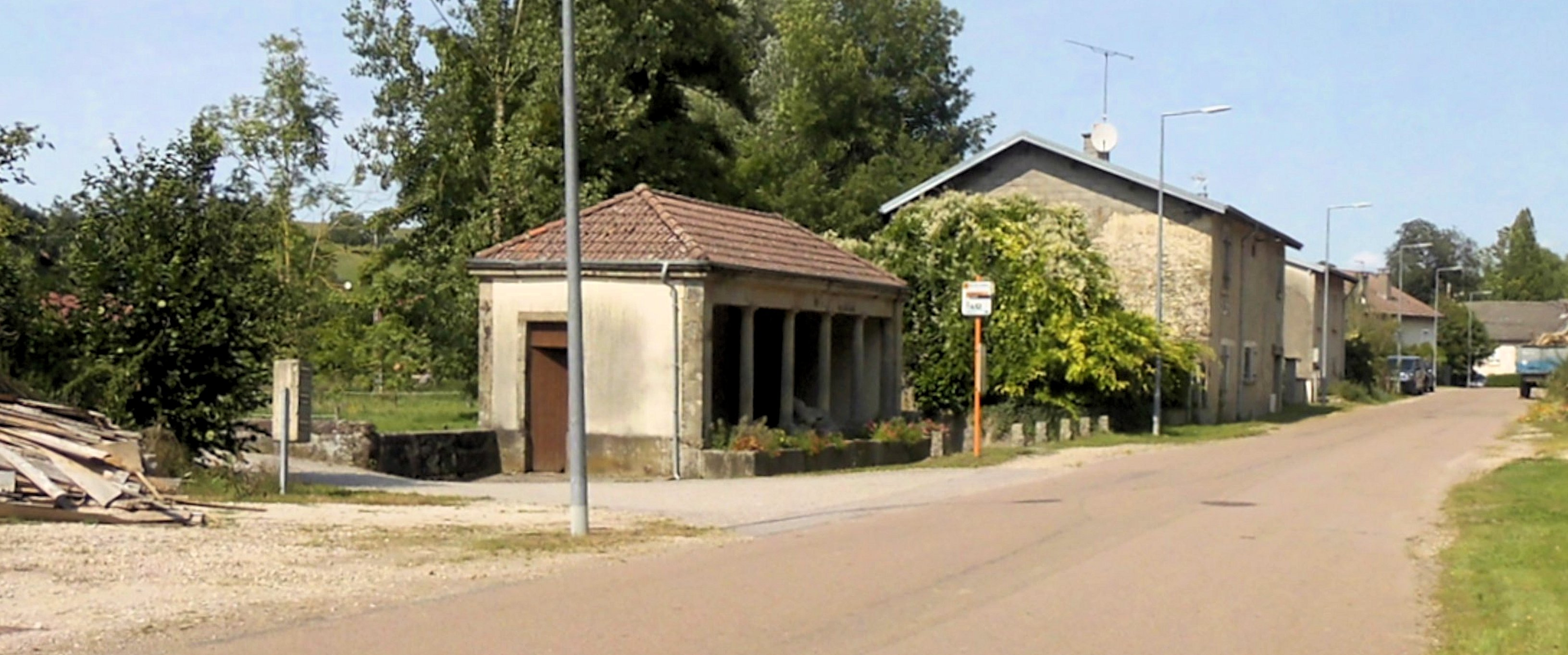
Lavoir.

- L'église Notre-Dame[31],[32].

Clôture des fonts baptismaux (grille).
Statue Vierge à l'Enfant assise,.
- Château Maugiron dont les façades, les toitures et le jardin sont inscrits sur l'inventaire supplémentaire des monuments historiques par arrêté du 31 août 1990[36].
- Fontaine-lavoir-abreuvoir[37],[38].
- Pont des tilleuls[39].
- Monument aux morts 1914-1918. Au premier plan, un minenwerfer[40].
- Patrimoine architectural rural recensé par le service régional de l'Inventaire général du patrimoine culturel[41].

Niche en remploi dans la façade d'une ancienne ferme.
Niche abritant une statuette de saint Joseph à l'Enfant.
Maisons et fermes.

### Personnalités liées à la commune
- Baron Antoine Delpierre (1764-1854), député des Vosges, président de chambre à la Cour des Comptes; commandeur de la Légion d'honneur.
- Fabricants de dentelles :

Théophile Thiriot.
Thiriot Chaumont.
Charles Mallière.
Charles Dominique Mallière.
Charles Amable Maillière.
Eugène Maillière.
Maillière, fils.
Dupas-Koël.

## Pour approfondir